# Tresviri monetales

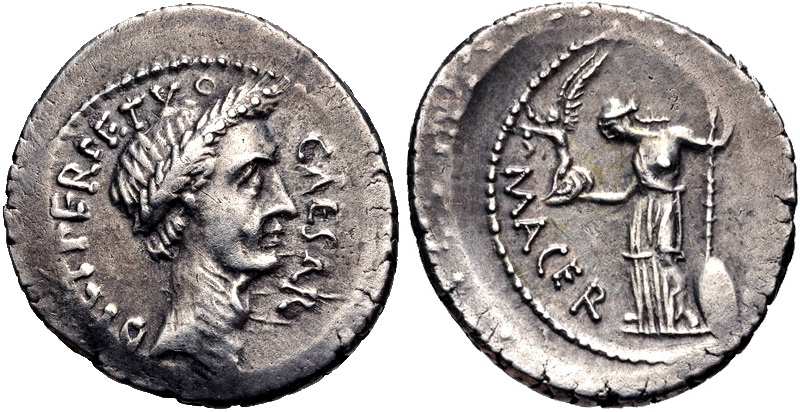
Denarius din 44 î.Hr. al magistratului monetar Publius Sepullius Macer. Pe avers, capul încununat cu lauri al lui Caesar, cu legenda CAESAR DICT[ator] PERPETVO. Pe revers, Venus Victrix ținând o Victorie și un sceptru cu semnătura magistratului monetar în jurul lui [P SEPVLLIVS] MACER.

Tresviri monetales era un colegiu format din trei magistrați care supervizau baterea monedei sub Roma Antică.

## Istorie

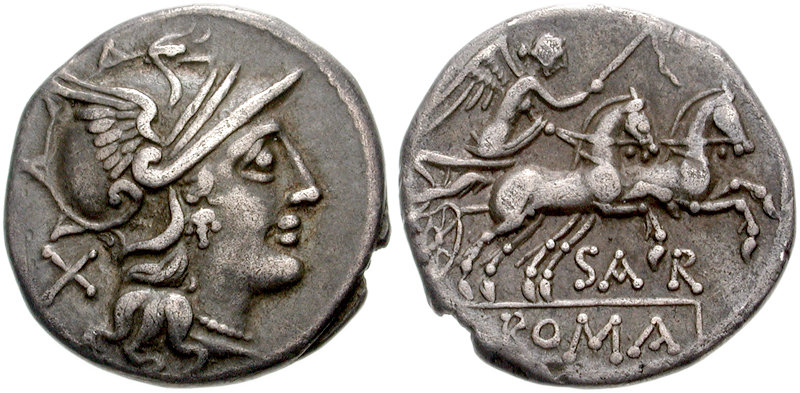
Denar din 155 î.Hr. al triumvirului Sextus Atilius Serranus, consul în 136 î.Hr. Pe avers, capul cu cască al Romei. Pe revers, o Victorie conducând un car cu două roți, cu legenda S A R ROMA, S A R fiind semnătura magistratului monetar.

Mențiunile despre magistrați special numiți să supervizeze baterea de monede sunt rare pentru începuturile Republicii, doar juristul roman Sextus Pomponius evocă vag crearea acestei magistraturi. Potrivit istoricului german Niebuhr, ei apar în epoca în care romanii introduc primele monede de argint, începând din 269 î.Hr. Considerând povestirile lui Pomponius și ale Titus Livius privitoare la crearea unor triumviri capitales, se poate ajunge până în 289 î.Hr., adică la începutul secolului al III-lea î.Hr., ceea ce corespunde cu introducerea unei veritabile monede romane. Totuși, unii istorici moderni consideră că textul lui Pomponius nu permite o datare așa precisă și așa de străveche.
Primul colegiu a cărui existență este sigură apare în jurul anului 150 î.Hr.. Colegiul a fost extins temporar  cu un al patrulea membru de către Iulius Caesar în 44 î.Hr. pentru asigurarea unei producții de monede desosebit de importante în pregătirea campaniei pe care Caesar o proiecta să o lanseze împotriva parților.

## Funcția

### Diferitele titluri
Sub Republica Romană, magistrații însărcinați cu baterea monedei sunt numiți tres viri aere argento auro flando feriundo, literal „trei bărbați pentru pregătirea și baterea pieselor de bronz, de argint și de aur”. Titlul lor este adesea abreviat pe piese pentru a se permite autentificarea lor în III VIR AAAFF, se găsește și forma III VIR A P F pentru tresviri ad pecuniam feriundum. Ordinea în care sunt date metalele nu este certă. Ordinea potrivit nobleței metalelor, în valoare ascendentă aere argento auro (adică bronz, argint apoi aur), explicată de gramaticul Valerius Probus, pare să fie cea mai curentă, dar nu este sistematică. O altă ipoteză apărată de Cicero prezintă ordinea cronologică, adică metalele sunt citate în ordinea apariției lor în monetăria romană.